# A Royal Christmas
A Royal Christmas (bra: Natal na Realeza; prt: Um Natal Real) é um filme para a televisão  de romance de 2014, dirigido por Alex Zamm e estrelado por Lacey Chabert, Stephen Hagan e Jane Seymour. Escrito por Janeen Damian, Michael Damian, Neal H. Dobrofsky e Tippi Dobrofsky, o filme é sobre uma jovem costureira americana da Filadélfia cujo namorado se revela um príncipe real e herdeiro do trono de Cordinia. Ele a leva ao seu país com a intenção de se casar com ela, para a consternação da rainha. A Royal Christmas foi filmado em Bucareste, Romênia e é um filme original da Hallmark Channel e exibido pela primeira vez no Canal Hallmark em 21 de novembro de 2014.
Em sua resenha para o The Hollywood Reporter, Allison Keene deu ao filme uma crítica positiva e achou o elenco - especialmente Lacey Chabert e Jane Seymour - todos "naturais e agradáveis". Keene concluiu que o filme é "uma parte da Cinderela, duas partes The Princess Diaries, uma pitada de Wills e Kate, e uma pitada de 'ganhar uma viagem para Downton Abbey'".

## Enredo
Emily Taylor (Lacey Chabert) é uma costureira humilde e bondosa dedicada aos negócios de sua família na Filadélfia. Ela também é apaixonada por seu namorado europeu Leo James (Stephen Hagan). Quando o Natal se aproxima, Leo revela que ele é de fato o Príncipe Leopold, herdeiro do trono de um pequeno país soberano chamado Cordinia, que é vagamente baseado em Mônaco (mas amálgama os nomes dos lugares, Córsega e Sardenha). Ele leva Emily de volta ao seu país para as férias de Natal e a apresenta a sua mãe, Isadora, Rainha de Cordinia (Jane Seymour), que desaprova a jovem americana imediatamente. Querendo que seu filho se case com uma duquesa chamada Natasha - a ex-namorada de Leo - que ela acha mais adequada do que uma plebéia, a rainha faz de tudo para fazer Emily se sentir mal-recebida em seu castelo.
Emily tenta se adaptar ao seu novo ambiente real, mas se sente mais confortável com os mordomos e empregadas domésticas do castelo do que com a família real e os amigos de seu namorado. Enquanto na cidade com Leopold comprando uma Árvore de Natal, Emily faz amizade com Poppy, uma pequena menina órfã. Emily é então ajudada por Galina, a Baronesa de Newbury, que ela mais tarde descobre que costumava ser uma plebeia como ela. Galina também se afeiçoa a Poppy imediatamente. O conflito vem à tona quando a intrigante rainha convida secretamente a duquesa ao castelo para o Natal. Com a ajuda do mordomo-chefe Victor (Simon Dutton), Emily é educada em etiqueta e, em seguida, faz uma grande entrada no baile de Natal em um vestido que ela desenhou para fora do velho vestido da rainha. Sua felicidade é interrompida, no entanto, quando a rainha descobre sua conversa com dois dos funcionários da cozinha que ela demite imediatamente. Mais tarde, quando Leo propõe casamento, Emily, percebendo que ela não se encaixa, rejeita sua oferta e retorna para a América.
Algum tempo depois, a rainha percebe toda a dor que ela causou e se lembra de seus sentimentos de amor por Victor, cujo amor ela rejeitou anos antes, porque ele era um plebeu. Procurando compensar a dor que ela causou, a rainha acompanha seu filho e Victor na Filadélfia e observa Leo fazer o pedido de casamento mais uma vez - e desta vez Emily aceita. O filme termina com o casamento de Leopold e Emily com Poppy junto do Barão e Baronesa de Newbury, que presumivelmente a adotaram.

## Elenco
- Lacey Chabert como Emily Taylor
- Stephen Hagan como Leo James/Prince Leopold
- Jane Seymour como Isadora, Rainha de Cordinia
- Katherine Flynn como Natasha, Duquesa de Warren
- Simon Dutton como Victor
- Mitchell Mullen como Bud Taylor
- Katrina Nare como Toni
- Diana Dumitrescu como Olivia
- Vlad Ianus como Will
- Kate Loustau como Galina, Baronesa de Newbury
- Ionut Grama como Kent, Barão de Newbury
- Alice O'Mahoney como Poppy
- Annie Gould como Irmã Agatha
- Mihai Niculescu como Grão-Duque de Canterbury
- Olivia Krevoy como adolescente